# Piz Beverin
Piz Beverin är en bergstopp i Schweiz.   Den ligger i regionen Viamala och kantonen Graubünden, i den östra delen av landet, 150 km öster om huvudstaden Bern. Toppen på Piz Beverin är 2 997 meter över havet, eller 394 meter över den omgivande terrängen. Bredden vid basen är 2,6 km.
Terrängen runt Piz Beverin är huvudsakligen mycket bergig. Närmaste större samhälle är Bonaduz, 17,9 km norr om Piz Beverin. 
I omgivningarna runt Piz Beverin växer i huvudsak barrskog. Runt Piz Beverin är det glesbefolkat, med 16 invånare per kvadratkilometer.